# Michel Biem Tong
Pour les articles homonymes, voir Tong (homonymie).
Michel Biem Tong est un journaliste, chroniqueur camerounais, rédacteur en chef à Hurinews et en exil au Burkina Faso puis en Norvège.

## Biographie

### Arrestation et incarcération
| Vidéo externe | |
|               | https://www.youtube.com/watch?v=OYBSLRRVnNo MICHEL BIEM TONG, LE RÉCIT de sa SÉQUESTRATION au Cameroun et de son EXIL en NORVÈGE (JMTV+)•20 déc. 2020 JMTVPLUS |

Samedi le 20 octobre 2018, peu après les élections présidentielles et 2 jours avant la proclamation des résultats, il est appelé et interpellé par le colonel Émile Joël Bamkoui. Il est accusé de collision avec les séparatistes anglophones du Cameroun. 
Il se rend au rendez vous le 23 octobre 2018 au ministère de la défense en compagnie d'un membre de la Mandela Center à Yaoundé. Il se fait entendre par les services du secrétariat d'état à la défense (SED) et est accusé d'avoir diffusé un enregistrement qui tend à unifier les différentes tendances du mouvement de sécession. Il est accusé d'apologie de terrorisme par un adjudant du service. 
Après avoir été entendu par Raymond-Serge Kaolé Aléokol, chef de service central des recherches judiciaires (SCRJ), il est incarcéré les 23 octobre 2018 tard le soir.
Il est entendu par un enquêteur le lendemain le 24 octobre et est auditionné l'après midi sur ses sources, ses liens supposés avec les indépendances. 
Il est transféré à la prison centrale de Kondengui.
Passé en jugement le 5 décembre 2018, il est soudainement et devant des caméras de télévision. Il lui est interdit d'exercer la profession de journaliste au Cameroun par le tribunal militaire de Yaoundé.

### Exil

#### Burkina-Faso
Norbert Zongo étant un modèle pour Michel Biem Tong, il envisage l'exile pour le Burkina-Faso. Il arrive au Burkina le 16 mai 2019. Il y poursuit son métier de journaliste.  
Un an avant le massacre de Kumba, il publie un article accusateur sur les autorités de Yaoundé.  

#### Norvège
À la suite de menaces, il quitte le Burkina le 24 novembre 2020 pour la Norvège où il s'établit comme réfugié.